# Evan Olson
Evan Olson, född den 27 juli 1997, är en amerikansk roddare.

## Karriär
Vid olympiska sommarspelen 2024 i Paris ingick Evan Olson i det amerikanska lag som tog brons i åtta med styrman.